# NGC 6025
NGC 6025 is een open sterrenhoop in het sterrenbeeld Zuiderdriehoek. Het hemelobject werd in 1751 ontdekt door de Franse astronoom Nicolas Louis de Lacaille gedurende zijn tour door Afrika.

## Randgeval
De open sterrenhoop NGC 6025 bevindt zich op Eugène Delporte's grenslijn tussen de sterrenbeelden Norma (Winkelhaak) en Triangulum Australe (Zuiderdriehoek). Het noordelijk gedeelte van NGC 6025 in de Winkelhaak, het zuidelijk gedeelte in de Zuiderdriehoek.

## Asterisme
NGC 6025 is, voor waarnemers met verrekijkers, relatief gemakkelijk te vinden daar er zich op een graad westwaarts ervan een asterisme bevindt met een schijnbare diameter van een driekwart graad. Dit asterisme bestaat uit een gekromd rijtje van 3 sterren, elk van magnitude +6. Een iets zwakkere vierde ster ten noordoosten ervan geeft het asterisme het uiterlijk van een ypsilon (letter Y).

## Synoniemen
- OCL 939
- ESO 136-SC14